# フェイヴァリットトリック
フェイヴァリットトリック（Favorite Trick、1995年 - 2006年）はアメリカの競走馬。2歳にして年度代表馬に選出されるという史上3頭目の快挙を達成した。デビューから引退まですべてのレースでアメリカの名騎手パット・デイが騎乗している。

## 戦績
1997年4月のメイドン（未勝利戦）でデビュー勝ちを収めると、ここから連勝街道を驀進。ブリーダーズカップ・ジュヴェナイル、ホープフルステークスという2つのG1を含む8戦8勝、そのほとんどが圧勝という完璧な成績を収める。この活躍が評価され、エクリプス賞最優秀2歳牡馬はもちろんのこと、ブリーダーズカップ・クラシックを含むG1・2勝のスキップアウェイ、二冠馬シルバーチャームらを抑え、年度代表馬にも選出された。2歳馬の年度代表馬は1952年のネイティヴダンサー、1972年のセクレタリアトに次ぐ史上3頭目、25年ぶりの快挙であった。
翌年の初戦も勝ちデビュー以来の連勝を9に伸ばすが、ここから陰りが見え始める。次走アーカンソーダービーでヴィクトリーギャロップの3着に敗れ連勝が止まると、ケンタッキーダービーではリアルクワイエットの8着と惨敗してしまう。このあとG2で2勝したが前年の輝きを取り戻すことはできず、芝にも活路を求めたが実らなかった。ブリーダーズカップ・マイル8着を最後に引退、種牡馬となった。

## 種牡馬
引退後はケンタッキー州のウォルマックファームで種牡馬となったが、産駒は8世代でG3勝ち馬が2頭と失敗に終わった。のちにフロリダ州のクローバーリーフファームを経て、ニューメキシコ州のJEHスタリオンステーションに移動。2006年6月6日に発生した火災に巻き込まれ、同じく名競走馬のサラトガシックスら5頭の種牡馬とともに焼死した。
ウォルマックファームを離れて以降はおもにクォーターホース用種牡馬として供用されており、クォーターホースの最高峰競走チャンピオンオブチャンピオンズなどを勝ったGood Reason SAをはじめとする数々の活躍馬を出している。なお、クォーターホースは人工授精での繁殖が認められており、死後も保存された精液が提供されている。

## 主な勝ち鞍
- ブリーダーズカップ・ジュヴェナイル（アメリカG1）
- ホープフルステークス（アメリカG1）

## 血統表
| フェイヴァリットトリックの血統 | フェイヴァリットトリックの血統     | フェイヴァリットトリックの血統 | （血統表の出典）   | （血統表の出典） |
| 父系                           | ニアークティック系                 | ニアークティック系             | ニアークティック系 | [ § 2 ]          |
| 父 Phone Trick 1982 鹿毛       | 父の父Clever Trick 1976 黒鹿毛     | Icecapade                      | Nearctic           | Nearctic         |
| 父 Phone Trick 1982 鹿毛       | 父の父Clever Trick 1976 黒鹿毛     | Icecapade                      | Shenanigans        |                  |
| 父 Phone Trick 1982 鹿毛       | 父の父Clever Trick 1976 黒鹿毛     | Kankakee Miss                  | Better Bee         | Better Bee       |
| 父 Phone Trick 1982 鹿毛       | 父の父Clever Trick 1976 黒鹿毛     | Kankakee Miss                  | Golden Beach       |                  |
| 父 Phone Trick 1982 鹿毛       | 父の母Over the Phone 1965 栗毛     | Finnegan                       | Royal Charger      | Royal Charger    |
| 父 Phone Trick 1982 鹿毛       | 父の母Over the Phone 1965 栗毛     | Finnegan                       | Last Wave          |                  |
| 父 Phone Trick 1982 鹿毛       | 父の母Over the Phone 1965 栗毛     | Prattle                        | Mr.Busher          | Mr.Busher        |
| 父 Phone Trick 1982 鹿毛       | 父の母Over the Phone 1965 栗毛     | Prattle                        | Tsunami            |                  |
| 母 Evil Elaine 1984 鹿毛       | 母の父Medieval Man 1974 栗毛       | Noholme                        | Star Kingdom       | Star Kingdom     |
| 母 Evil Elaine 1984 鹿毛       | 母の父Medieval Man 1974 栗毛       | Noholme                        | My Charmer         |                  |
| 母 Evil Elaine 1984 鹿毛       | 母の父Medieval Man 1974 栗毛       | Oceana                         | Tim Tam            | Tim Tam          |
| 母 Evil Elaine 1984 鹿毛       | 母の父Medieval Man 1974 栗毛       | Oceana                         | Curly Sky          |                  |
| 母 Evil Elaine 1984 鹿毛       | 母の母Distinctive Elaine 1972 鹿毛 | Distinctive                    | Never Bend         | Never Bend       |
| 母 Evil Elaine 1984 鹿毛       | 母の母Distinctive Elaine 1972 鹿毛 | Distinctive                    | Precious Lady      |                  |
| 母 Evil Elaine 1984 鹿毛       | 母の母Distinctive Elaine 1972 鹿毛 | Jackie Dare                    | Prince Dare        | Prince Dare      |
| 母 Evil Elaine 1984 鹿毛       | 母の母Distinctive Elaine 1972 鹿毛 | Jackie Dare                    | Jacoenda           |                  |
| 母系(F-No.)                    | (FN:9-e)                           | (FN:9-e)                       | (FN:9-e)           | [ § 3 ]          |
| 5代内の近親交配                | Nearco5×5=6.25%                    | Nearco5×5=6.25%                | Nearco5×5=6.25%    | [ § 4 ]          |
| 出典                           | 1. 2. 3. 4.                        | 1. 2. 3. 4.                    | 1. 2. 3. 4.        | 1. 2. 3. 4.      |